# Noël sanglant
Le Noël sanglant (en italien: Natale di sangue) fait référence aux batailles qui ont eu lieu à Fiume (maintenant Rijeka, en Croatie) autour de Noël 1920. Elles opposent les troupes de l'Armée royale aux forces militaires de la régence italienne autoproclamée du Carnaro dirigée par Gabriele D'Annunzio et marquent la fin de l'entreprise de Fiume.

## Contexte
Avec le retour de Giovanni Giolitti au gouvernement en Italie en juin 1920, l'attitude officielle du royaume d'Italie à l'égard de la régence italienne du Carnaro établie à Fiume en 1920 se durcit. Le 12 novembre, l'Italie et la Yougoslavie signent le traité de Rapallo, qui fait de Fiume un État indépendant et établit la libre élection d'une assemblée constituante de la cité-État de Fiume.

## Les faits
D'Annunzio rejette le traité de Rapallo dès le premier instant et répond par les armes, en envoyant ses légionnaires occuper les îles de Rab et de Krk, que le traité attribue à la Yougoslavie. Lorsque le traité est officiellement approuvé par le Parlement, le général Enrico Caviglia mobilise ses troupes autour de la ville et envoie un ultimatum à d'Annunzio : les rebelles doivent se retirer des îles et accepter le traité. Le poète a refusé toute négociation, même lorsque Caviglia a donné 48 heures supplémentaires pour se rendre aux autorités et évacuer les civils. Les troupes légionnaires se retranchent autour de la ville, créant un réseau de tranchées et de barricades. L'après-midi de la veille de Noël, les troupes régulières ont lancé leur attaque.
Les combats qui ont commencé le 24 décembre ont été baptisés par d'Annunzio "le Noël sanglant". Après la trêve de Noël, la bataille reprend le 26 décembre. Face à la résistance des légionnaires, qui se défendent avec des mitrailleuses et des grenades, la marine reçoit l'ordre de bombarder les positions rebelles. Les batteries du cuirassé Andrea Doria ont également bombardé le palais du gouvernement, siège du commandement de D'Annunzio. Le bombardement s'est poursuivi jusqu'au 29 décembre et a fait des morts et des blessés parmi la population civile.
Le 28 décembre, D'Annunzio convoque le Conseil de régence et décide d'entamer des négociations avec les représentants de l'armée régulière. Il a présenté sa démission dans une lettre remise à Giovanni Host-Venturi et au maire Riccardo Gigante.
"Le crime est consommé. Les troupes royales ont donné à Fiume un Noël funèbre. Dans la nuit, nous transportons nos blessés et nos morts sur des civières. Nous résistons désespérément, un contre dix, un contre vingt. Personne ne passera, sauf sur nos corps. Nous avons fait sauter tous les ponts de l'Enean. Nous allons nous battre toute la nuit. Et demain, aux premières lueurs du jour, nous espérons regarder en face les assassins de la ville martyre."
(Gabriele D'Annunzio, "Natale di Sangue", Fiume, décembre 1920).
Le 31 décembre 1920, d'Annunzio signe la capitulation qui conduit à la création de l'"État libre de Fiume". Pietro Micheletti, vétéran de la Première Guerre mondiale, fait également partie de la délégation d'officiers chargée de négocier la reddition de la "Vate". En janvier 1921, les légionnaires commencent à quitter la ville sur des wagons fournis par l'armée. D'Annunzio est parti le 18 janvier, s'installant à Venise.
La bataille des légionnaires et des volontaires de D'Annunzio contre l'armée régulière italienne, commandée par le général Caviglia, a commencé le 24 décembre 1920 et a duré cinq jours : une période que le Vate lui-même a appelée Noël du sang.
Il y eut finalement plusieurs victimes, dont vingt-deux légionnaires, dix-sept soldats italiens et cinq civils. Les légionnaires tués dans la seule ville de Fiume sont : P. Mentrasti, F. Zorzetti, G. Wacassovich, C. Piccin, A. Censi, L. Annibale, G. Cattaneo, G. Crosara, G. Filippi et O. Pontoni. Les autres sont tombés sur l'île de Krk et dans d'autres endroits. Les blessés étaient nombreux. Parmi les blessés de Fiume figurent Giuseppe Rotondo, A. Melchiorri, M. Sanguinetti, Mario Balzarini, S. Castellana, G. Schinigoi et P. Pierella. Les troupes italiennes sont entrées dans Fiume au mois de janvier suivant.

## L'épilogue
Les réactions suscitées dans le pays conduisent à des élections anticipées après seulement cinq mois, organisées en mai 1921, au cours desquelles Giolitti n'est plus Premier ministre.
L'élection de l'Assemblée constituante à Fiume donne 65% des voix aux autonomistes ; puis, le 8 octobre 1921, un gouvernement est formé sous la présidence de Riccardo Zanella, mais il ne parvient pas à mettre fin au conflit.
Une tentative de prise de pouvoir par des nationalistes italiens est réprimée par l'intervention du questeur royal italien compétent, et une brève occupation par des fascistes locaux en mars 1922 se termine par une troisième occupation militaire italienne.
Sept mois plus tard, Mussolini devient chef du gouvernement à Rome. L'Italie se dirige vers un régime fasciste : le 3 novembre, les squadristes occupent la ville sans se heurter aux militaires italiens.
Une période de tension diplomatique a pris fin avec le traité de Rome (27 janvier 1924), qui attribuait Fiume à l'Italie et Sussak à la Yougoslavie, fixant la frontière à la rivière Rječina.
L'annexion officielle de l'Italie, le 16 mars 1924, inaugure 20 ans de domination italienne de la province du Carnaro, suivis de 20 mois d'occupation militaire allemande.

## Référence
1. ↑  www.romagnauno.it/
2. ↑  Giulia Cavalieri, Un natale di guerra: il caso del "Natale di Sangue", sur le site Blogspot.t, 2 février 2009. URL consultée le 14 janvier 2013.

## Source
- (it) Cet article est partiellement ou en totalité issu de l’article de Wikipédia en italien intitulé « Natale di sangue » (voir la liste des auteurs).